# Ochthera sauteri
Ochthera sauteri är en tvåvingeart som beskrevs av Cresson 1932. Ochthera sauteri ingår i släktet Ochthera och familjen vattenflugor.
Artens utbredningsområde är Taiwan. Inga underarter finns listade i Catalogue of Life.